# 4659 Родденберрі
4659 Родденберрі (4659 Roddenberry) — астероїд головного поясу, відкритий 2 березня 1981 року.
Тіссеранів параметр щодо Юпітера — 3,510.
Названо на честь Джина Родденберрі (англ. Eugene Wesley Roddenberry; 1921-1991) — американського сценариста і продюсера.